# Saint-Bazile-de-la-Roche
 Saint-Bazile-de-la-Roche  là một xã thuộc tỉnh Corrèze trong vùng Nouvelle-Aquitaine miền trung Pháp.